# Nobody but Me
Nobody but Me è il nono album in studio del cantante canadese Michael Bublé, pubblicato nel 2016.

## Tracce
Edizione Standard
1. I Believe in You (Calle Ask, David Larsson, Filip Bekic, Frans Ohlsson, Robert Nilsson, Michael Bublé, Alan Chang, Ryan Lerman, Tom Jackson) – 3:21
2. My Kind of Girl (Leslie Bricusse) – 4:06
3. Nobody but Me (featuring Black Thought) (Bublé, Alan Chang, Bryan Lipps, Erik Kertes, Jason Goldman) – 2:59
4. On an Evening in Roma (Sott'er celo de Roma) (Nan Fredricks, Sandro Taccani, Umberto Bertini) – 2:42
5. Today Is Yesterday's Tomorrow (Ross Golan) – 3:24
6. The Very Thought of You (Ray Noble) – 3:31
7. I Wanna Be Around – 3:42 (Johnny Mercer, Sadie Vimmerstedt)
8. Someday (featuring Meghan Trainor) (Meghan Trainor, Harry Styles) – 3:23
9. My Baby Just Cares for Me (Gus Kahn, Walter Donaldson) – 3:15
10. God Only Knows (Brian Wilson, Tony Asher) – 4:15

Tracce bonus - Edizione Deluxe
1. This Love of Mine (Frank Sinatra, Henry Sanicola, Sol Parker) – 4:20
2. Nobody but Me (alternate version) (Bublé, Chang, Lipps, Kertes, Goldman) – 3:01
3. Take You Away (Bublé, Chang, Goldman, Kertes) – 2:53
4. God Only Knows (Wilson, Asher) – 4:15